# Leptodrusus budtzi
Leptodrusus budtzi là một loài Trichoptera trong họ Limnephilidae. Chúng phân bố ở miền Cổ bắc.